# Edmund von Hellmer

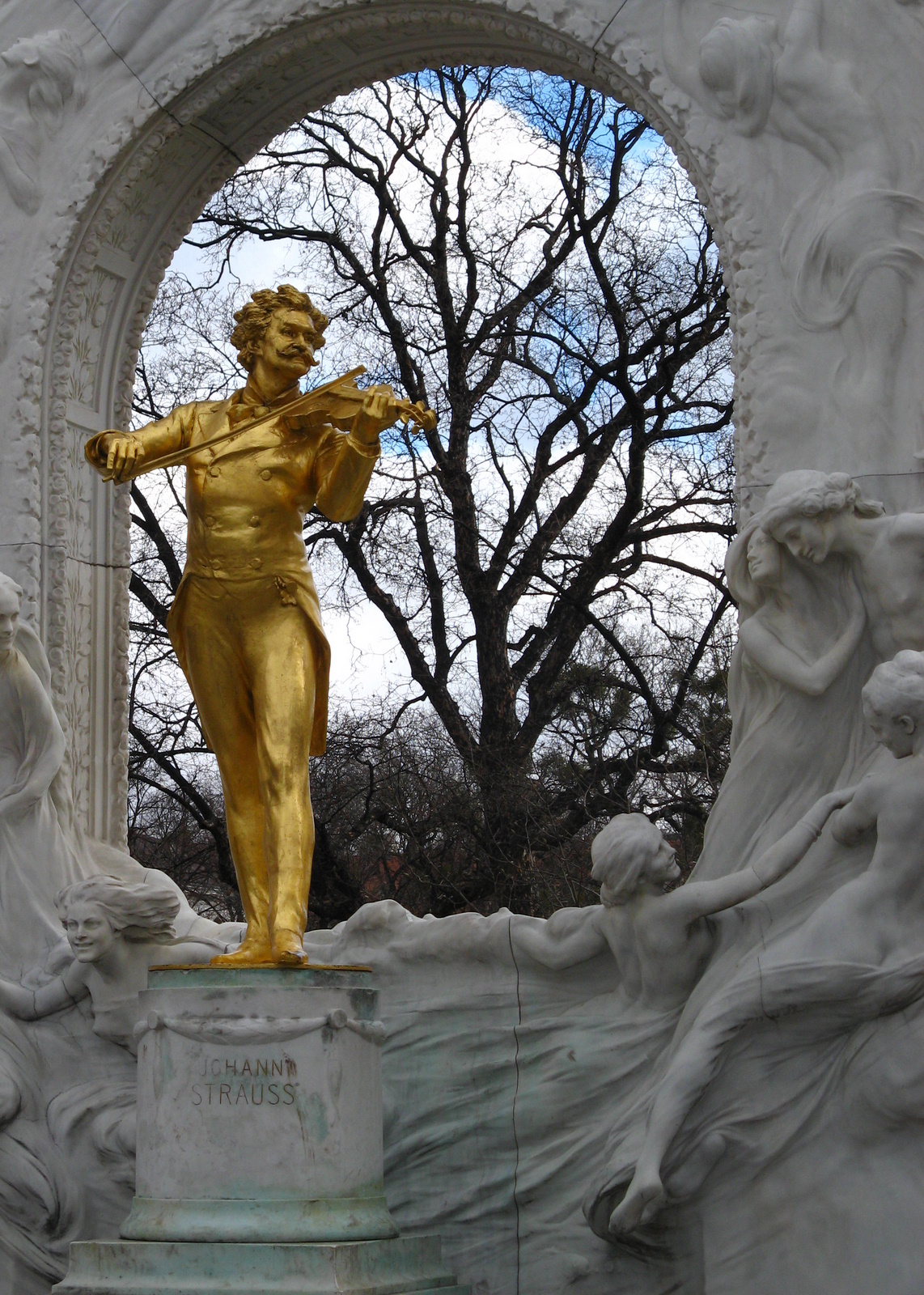
Monumento a Johann Strauß, en Viena.

Edmund Ritter von Hellmer (12 de noviembre de 1850, Viena - 9 de marzo de 1935, ibíd.) nacido Edmund Hellmer y ennoblecido en 1912, fue un escultor austriaco que trabajó en los estilos del Historicismo y el Art Nouveau.

## Biografía
Hellmer estudió arquitectura en el Polytechnikum en Viena. Al mismo tiempo, recibió su primera formación artística de su tío, el escultor Josef Schönfeld. En 1866, Hellmer decidió estudiar escultura a tiempo completo en la Academia de Bellas Artes de Viena. Mientras estuvo ahí, también trabajó en el estudio de Hanns Gasser, quien le ayudó a financiar una breve estancia en París. En 1869, a la edad de 19 años, presentó una estatua de Prometeo en la Exposición Internacional de Arte en Múnich. Ganó un premió que incluía una beca, lo que le permitió pasar casi dos años en Italia.
En 1870, retornó a Viena y trabajó como escultor por su libre cuenta. En 1879, fue seleccionado como Profesor de la Academia y, desde 1882 hasta 1892, fue un miembro de la facultad aquí. Emil Fuchs fue uno de los más prominentes estudiantes de Hellmer. En 1897, fue uno de los fundadores de la Secesión de Viena. Desde 1901 hasta 1922 fue profesor asociado, y desde entonces profesor pleno de la Academia. Durante su último año de vida estuvo confinado en una silla de ruedas.

## Principales obras
- Francisco José I da a su pueblo una Constitución, frontón del Edificio del Parlamento austríaco, 1879.
- Monumento a Schindler en el Stadtpark, Viena. Mármol, 1895.
- Die Macht zu Lande (El dominio de la Tierra), fuente en el Hofburg en Viena. Mármol, 1897.
- Monumento a Goethe, en el Anillo de la Ópera en Viena. Bronce, 1900.
- Monumento a la Emperatriz Isabel, Salzburgo, 1901.[4]
- Fuente de Castalia en la Universidad de Viena, 1910.
- Monumento a Johann Strauß en el Stadtpark, Viena. Bronce con relieves de mármol, 1921.
- Estatuas en las tumbas de Hans Makart (1889), Nikolaus Dumba (1903) y Hugo Wolf (1904), entre otros.